# Jadranka Đokić
 (septembre 2016).
Si vous disposez d'ouvrages ou d'articles de référence ou si vous connaissez des sites web de qualité traitant du thème abordé ici, merci de compléter l'article en donnant les références utiles à sa vérifiabilité et en les liant à la section « Notes et références ».
Jadranka Đokić, née le 14 janvier 1981 en Croatie, est une actrice croate.

## Biographie
Elle a été formée à l'Académie d'art dramatique de Zagreb.

## Filmographie
- 2013 : Svećenikova djeca : Ane
- 2012 : Zagrebačke priče vol. 2 *
- 2012 : Night Boats
- 2012 : Drugi
- 2009 : Métastases
- 2009 : La Révélation : Belma Šulić
- 2008 : Iza stakla : Maja Jeren
- 2007 : Pusti me da spavam : Klara
- 2004 : Désolé pour le Kung Fu : Zorica
- 2002 : Fine mrtve djevojke : Lidija
- 1999 : Šverceri hlapić : Nataša Mrlek
- 2013 : Bonté divine (Svećenikova djeca) : Ane